# Maurizio Cattelan

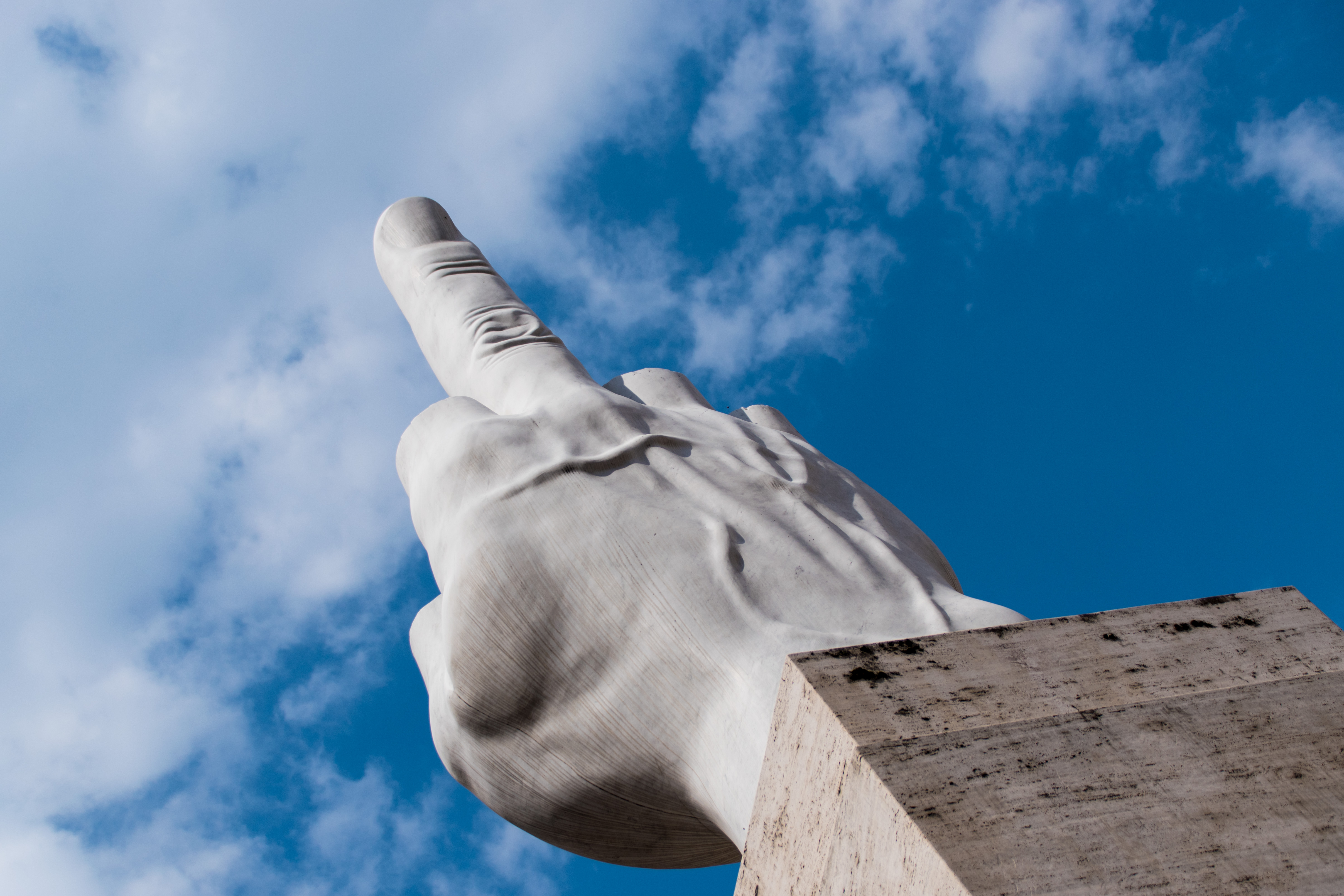
Il Dito (Fingret).

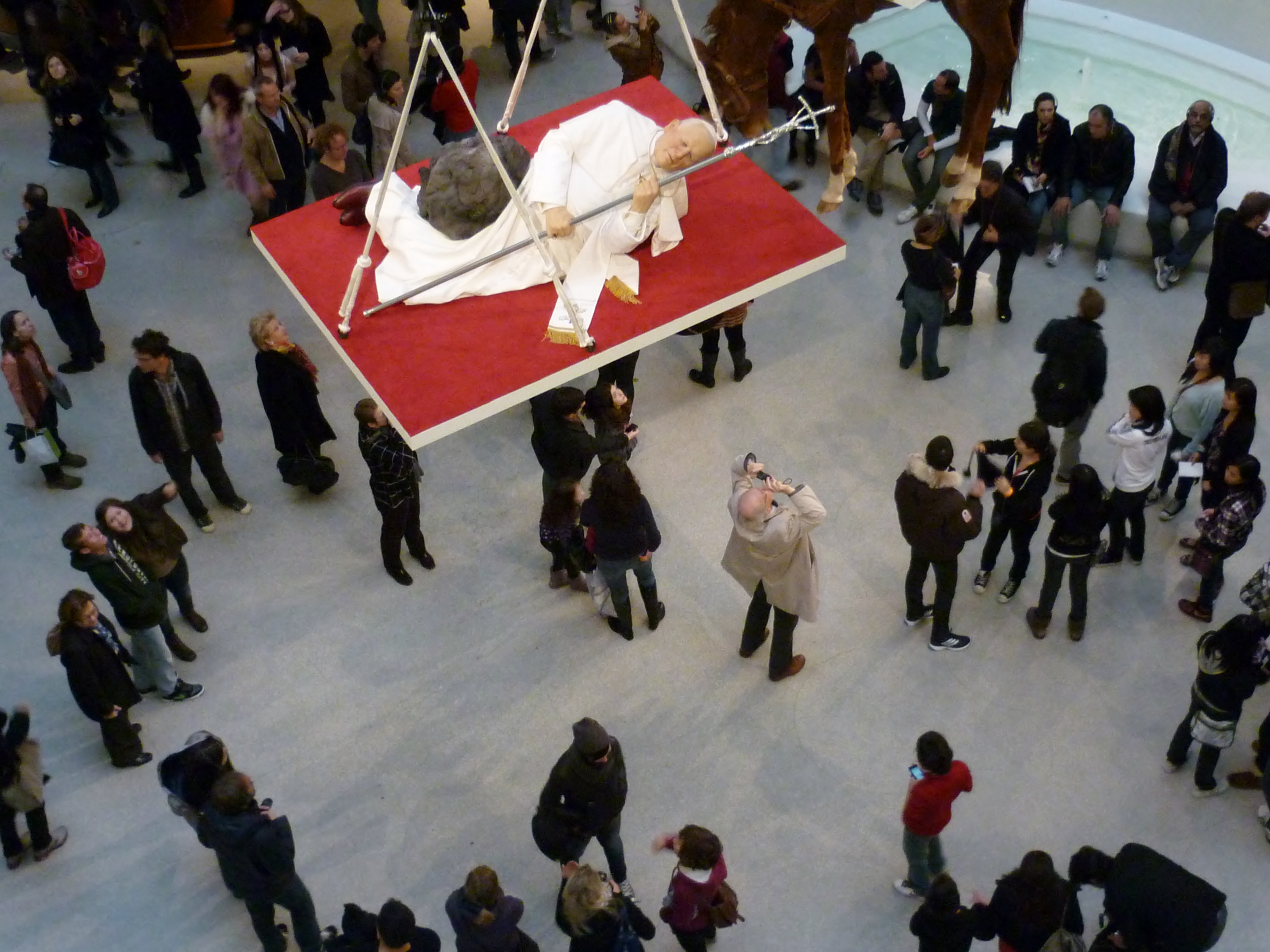
La Nona Ora.

Maurizio Cattelan, född 21 september 1960 i Padua, Italien, är en italiensk konstnär, mest känd för sina satiriska och kontroversiella skulpturer.
La Nona Ora heter en skulptur föreställande påven Johannes Paulus II som blivit träffad av en meteorit.
Tillsammans med Massimiliano Gioni och Ali Subotnick kuraterade han 2006 den fjärde Berlinbiennalen.